# Rail Baltica
Rail Baltica (també conegut com a Rail Baltic a Estònia i la part bàltica conegut com a Projecte Global de Rail Baltica) és un projecte d'infraestructures en curs per connectar Finlàndia, Estònia, Letònia, Lituània i Polònia amb la línia de ferrocarril d'ample estàndard europeu. El seu objectiu és proporcionar servei de passatgers i mercaderies entre els països participants i millorar les connexions ferroviàries entre Europa central i del nord. A més, es pretén ser un motor del corredor econòmic de la regió bàltica. El projecte preveu un enllaç ferroviari continu des de Tallinn, Estònia a Varsòvia, Polònia. Consta d'enllaços via Riga, Letònia, Kaunas, Lituània i Vílnius, Lituània. Rail Baltica és un dels projectes prioritaris de la Unió Europea: la Xarxa Transeuropea de Transport (TEN-T).
Segons un estudi elaborat per Ernst & Young, els beneficis socioeconòmics mesurables es calculen en 16.200 milions d'euros. L'efecte multiplicador de PIB avaluat del Projecte Global de Rail Baltica crearia és de 2.000 milions d'euros.